# Tuyến Gaya
Tuyến Gaya là một tuyến đường sắt ngắn phục vụ ở Busan, Hàn Quốc. Tuyến nối trên Tuyến Gyeongbu đến Gaya (giao với Tuyến Bujeon) và Beomil trên Tuyến Donghae Nambu.